# ملکه جاه‌طلب
ملکه جاه‌طلب (انگلیسی: Queen of Ambition; کره‌ای: 야왕) یک مجموعهٔ تلویزیونی کره جنوبی سال ۲۰۱۳ با بازی کوان سانگ وو، سو ئه، جونگ یونهو، کیم سونگ ریونگ و گو جون-هی است. این مجموعه از ۱۴ ژانویه تا ۲ آوریل ۲۰۱۳، روزهای دوشنبه و سه‌شنبه ساعت ۲۱:۵۵ (کی‌اس‌تی) از اس‌بی‌اس برای ۲۴ قسمت پخش شد. ملکه جاه‌طلب بر پایهٔ مانهوایی با همین نام اثر پارک این کوان است و داستان یک زن جاه‌طلب را بازگو می‌کند.

## بازیگران
- کوان سانگ وو در نقش هاریو / چا جه وونگ[۹][۱۰][۱۱][۱۲]
  - چه سانگ-وو در نقش جوانی هاریو
- سو ئه در نقش جو ده هه[۱۳]
  - کیم سو یون - جوانی دا هه
- جونگ یونهو در نقش بک دو هون[۱۴]
- کیم سونگ ریونگ در نقش بک دو کیونگ
- گو جون-هی در نقش سوک سو جونگ